# Maarten Verheyen
Pour les articles homonymes, voir Verheyen.
Maarten Verheyen (né le 22 juin 1999 à Kontich) est un coureur cycliste belge.

## Biographie
En 2017, Maarten Verheyen remporte une étape du Tour de Haute-Autriche juniors (moins de 19 ans). Il connaît également ses premières sélections en équipe nationale. L'année suivante, il rejoint le club VL Technics-Experza-Abutriek pour ses débuts espoirs (moins de 23 ans). 
En 2019, il est recruté par la formation Home Solution-Soenens. Deux ans plus tard, il crée la surprise en devenant champion de Belgique sur route espoirs, à Bertem,. Il intègre ensuite l'équipe continentale EvoPro Racing.

## Palmarès
- 2017
  - 1re étape du Tour de Haute-Autriche juniors
- 2021
  -  Champion de Belgique sur route espoirs
- 2023
  - Wingene Koers
  - 2e du championnat de Belgique des élites sans contrat
  - 3e du Mémorial Briek Schotte